# (700) Auravictrix
(700) Auravictrix – planetoida z grupy pasa głównego asteroid.

## Odkrycie
Została odkryta 5 czerwca 1910 roku w Landessternwarte Heidelberg-Königstuhl w Heidelbergu przez Josepha Helffricha. Nazwa planetoidy oznacza po łacinie zwycięstwo ponad wiatrem i została nadana na cześć pierwszego sterowca Schütte-Lanz, który swój pierwszy lot odbył w 1911 roku. Przed nadaniem nazwy planetoida nosiła oznaczenie tymczasowe (700) 1910 KE.

## Orbita
(700) Auravictrix okrąża Słońce w ciągu 3 lat i 121 dni w średniej odległości 2,23 j.a. Planetoida należy do rodziny planetoidy Flora nazywanej też czasem rodziną Ariadne.